# Джайнакбаев, Нурлан Темирбекович
Нурлан Темирбекович Джайнакбаев (род. 11 января 1963 года) — ректор НУО «Казахстанско—российского медицинского университета». Доктор медицинских наук, профессор. 

## Биография
Окончил АГМИ по специальности лечебное дело, а также ТГУ им. М. Х. Дулати по специальности правоведение.
В 1997 году в Санкт-Петербурге защитил кандидатскую диссертацию, а в 2004 году — докторскую. В 2005 году было присвоено учёное звание доцента по специальности медицина. В 2006 году присуждено звание профессора. Является Вице-президентом Академии наук клинической и фундаментальной медицины Республики Казахстан.
В 1986-1987 гг. работал в интернатуре.
В 1987-1995 гг. работал в ГБСП.
В 1998-1998 гг. работал в РГП «Казахстан темір жолы».
В 1998-2000 гг. — ГМУ «Желдормедицина».
В 2000-2002 гг. — ОАО «Медицинская служба транспорта»
В 2002-2010 гг. — работал ректором НУО КМИ.
С 2002 года — ректор НУО КазРоссмедуниверситета.

## Дипломы
- Сертификат — обучающий семинар «Подготовка отчёта по самооценке вуза в рамках институциональной аккредитации»
- Сертификат НААР-"Разработка внутривузовской системы обеспечения качества образования;
- Учебный курс на тему: «Менеджер/Внутренний аудитор системы управления качеством по ISO 9001:2015» 31.01.2017-03.02.2017 СERT AcademyforCentralAsia, IRCA LeadAuditor.
- Диплом Международного конкурса «Учёный года» от Oxford Academic Uninion в категории Social sciences, раздел Mobile Medicine’ field.

## Награды
- Медаль «За трудовое отличие», 2015 год,
- Орден «Курмет», 2012 год,
- Юбилейная медаль «20 лет Вооружённых сил Республики Казахстан»,
- Юбилейная медаль "10 лет Вооружённых сил Республики Казахстан.

## Научные публикации
| Ф.И.О автора                                                                                     | Публикация | Ссылка |
| Джайнакбаев Нурлан Темирбекович / Jainakbayev Nurlan Temirbekovich Индекс-h: 1 (Scopus) 2 (РИНЦ) | 1. Биомедицинские и социальные аспекты старение и активного долголетия. // Актуальные проблемы транспортной медицины. — 2014. — № 2-1 (36). — С. 12-27. | https://elibrary.ru/item.asp?id=21987229 |
| Джайнакбаев Нурлан Темирбекович / Jainakbayev Nurlan Temirbekovich Индекс-h: 1 (Scopus) 2 (РИНЦ) | 2. Новые технологии использования протезов из фторопласта с алмазоподобным нанопокрытием в хирургии уха (экспериментальное исследование). // Омский научный вестник. — 2014. — № 2 (134). — С. 75-76. | https://elibrary.ru/item.asp?id=22767934 |
| Джайнакбаев Нурлан Темирбекович / Jainakbayev Nurlan Temirbekovich Индекс-h: 1 (Scopus) 2 (РИНЦ) | 3. Возможности использования протезов на основе модифицированного фторопласта с алмазоподобным нанопокрытием в хирургии уха (экспериментальное исследование). // Вестник оториноларингологии. — 2014. —№ 3. — С.20-23.                                                                                       | https://elibrary.ru/item.asp?id=22296291 |
| Джайнакбаев Нурлан Темирбекович / Jainakbayev Nurlan Temirbekovich Индекс-h: 1 (Scopus) 2 (РИНЦ) | 4. Современные методы в хирургии уха с использованием протезов из фторопласта с алмазоподобным нанопокрытием (экспериментальное исследование). // Новые технологии в оториноларингологии. Сборник статей Всероссийской научно-практической конференции с международным участием. — 2014. — С.107-111.        | https://elibrary.ru/item.asp?id=23163646 |
| Джайнакбаев Нурлан Темирбекович / Jainakbayev Nurlan Temirbekovich Индекс-h: 1 (Scopus) 2 (РИНЦ) | 5. Опыт реконструкции задневерхней стенки наружного слухового прохода при стапедопластике. // Вестник оториноларингологии. — 2015. Т. 80. — № 1. — С. 63-65. | https://elibrary.ru/item.asp?id=23485941 |
| Джайнакбаев Нурлан Темирбекович / Jainakbayev Nurlan Temirbekovich Индекс-h: 1 (Scopus) 2 (РИНЦ) | 6. Разработка модели лекарственного обеспечения больных социальными заболеваниями в Республике Казахстан. // Российский медицинский журнал. — 2016. Т.22. — № 1. — С.26-30. | https://elibrary.ru/item.asp?id=25419368 (Журнал входит в перечень рецензируемых научных изданий ВАК России) |
| Джайнакбаев Нурлан Темирбекович / Jainakbayev Nurlan Temirbekovich Индекс-h: 1 (Scopus) 2 (РИНЦ) | 7. Передвижные медицинские комплексы в сельском здравоохранении. // Евразийский кардиологический журнал. — 2017. — № 3. — С.118-119. | https://elibrary.ru/item.asp?id=29987656 (Журнал входит в перечень рецензируемых научных изданий ВАК России) |
| Джайнакбаев Нурлан Темирбекович / Jainakbayev Nurlan Temirbekovich Индекс-h: 1 (Scopus) 2 (РИНЦ) | 8. Передвижные медицинские комплексы в сельском здравоохранении. // В книге: Сборник тезисов V юбилейного евразийского конгресса кардиологов. — Евразийская ассоциация кардиологов. — 2017. — С.118 — 119.                                                                                                   | https://elibrary.ru/item.asp?id=32506265 |
| Джайнакбаев Нурлан Темирбекович / Jainakbayev Nurlan Temirbekovich Индекс-h: 1 (Scopus) 2 (РИНЦ) | 9. Важные аспекты фармацевтического менеджмента. // —Фармация Казахстана. — 2018. — № 9. — С.36-40. | https://elibrary.ru/item.asp?id=44816271 (Журнал входит в Перечень изданий, рекомендуемых Комитетом по контролю в сфере образования и науки Министерства образования и науки Республики Казахстан для публикации результатов научной деятельности)                  |
| Джайнакбаев Нурлан Темирбекович / Jainakbayev Nurlan Temirbekovich Индекс-h: 1 (Scopus) 2 (РИНЦ) | 10. Университетская модель интеграции науки и практики: работа Сall-Центра. // Вестник Казахского национального медицинского университета. — 2018. — № 4. — С.229-231. | https://elibrary.ru/item.asp?id=36919833 (Журнал входит в Перечень изданий, рекомендуемых Комитетом по контролю в сфере образования и науки Министерства образования и науки Республики Казахстан для публикации результатов научной деятельности)                  |
| Джайнакбаев Нурлан Темирбекович / Jainakbayev Nurlan Temirbekovich Индекс-h: 1 (Scopus) 2 (РИНЦ) | 11. Межвузовская интеграция — направления совместной деятельности стран ЕАЭС. // Наука и инновационные технологии. — 2019. — № 2 (11). — С.287-291. | https://elibrary.ru/item.asp?id=41859783 |
| Джайнакбаев Нурлан Темирбекович / Jainakbayev Nurlan Temirbekovich Индекс-h: 1 (Scopus) 2 (РИНЦ) | 12. Психодиагностические и клинические критерии суицидальнего риска у подростков и меры профилактики (по материалам г. Алматы). // Наука о жизни и здоровье. — 2020. — № 1. — С.23-31. | https://elibrary.ru/item.asp?id=44766692 (Журнал входил в Перечень изданий, рекомендуемых Комитетом по контролю в сфере образования и науки Министерства образования и науки Республики Казахстан для публикации результатов научной деятельности до 31.12.2020 г.) |
| Джайнакбаев Нурлан Темирбекович / Jainakbayev Nurlan Temirbekovich Индекс-h: 1 (Scopus) 2 (РИНЦ) | 13. Сравнительный анализ социально-демографических, психоэмоциональных показателей у подростков г. Алматы, Алматинской и Северо-Казахстанской областей Республики Казахстан. // Вестник Дагестанской государственной медицинской академии. — 2020. — № 1(34). — С.15-19.                                     | https://elibrary.ru/item.asp?id=43893619 (Журнал входит в перечень рецензируемых научных изданий ВАК России) |
| Джайнакбаев Нурлан Темирбекович / Jainakbayev Nurlan Temirbekovich Индекс-h: 1 (Scopus) 2 (РИНЦ) | 14. Эпидемиологические аспекты эндометриоза на современном этапе (обзор литературы). // Вестник Казахского национального медицинского университета. — 2020. — № 4. — С. 3-8. | https://elibrary.ru/item.asp?id=45612303 (Журнал входит в Перечень изданий, рекомендуемых Комитетом по контролю в сфере образования и науки Министерства образования и науки Республики Казахстан для публикации результатов научной деятельности)                  |
| Джайнакбаев Нурлан Темирбекович / Jainakbayev Nurlan Temirbekovich Индекс-h: 1 (Scopus) 2 (РИНЦ) | 15. Созылмалы жұқпалы емес аурулардың алдын-алу жүйесін құрудың ұйымдастырушылық технологияларын жасау. // Вестник Казахского национального медицинского университета. — 2020. — № 3. — С.438-442. | https://elibrary.ru/item.asp?id=44838804 (Журнал входит в Перечень изданий, рекомендуемых Комитетом по контролю в сфере образования и науки Министерства образования и науки Республики Казахстан для публикации результатов научной деятельности)                  |
| Джайнакбаев Нурлан Темирбекович / Jainakbayev Nurlan Temirbekovich Индекс-h: 1 (Scopus) 2 (РИНЦ) | 16. Показатели физического развития школьников г. Нур-Султан. // Вестник Казахского национального медицинского университета. — 2020. — № 3. — С.282-284. | https://elibrary.ru/item.asp?id=44838768 (Журнал входит в Перечень изданий, рекомендуемых Комитетом по контролю в сфере образования и науки Министерства образования и науки Республики Казахстан для публикации результатов научной деятельности)                  |
| Джайнакбаев Нурлан Темирбекович / Jainakbayev Nurlan Temirbekovich Индекс-h: 1 (Scopus) 2 (РИНЦ) | 17. Опыт работы Call-Center по оказанию психологической помощи семьям детей инвалидов и анализ деятельности за 2019 год по Республике Казахстан. // Вестник Казахского национального медицинского университета. 2020. — № 1-1. — С.127-131.                                                                  | https://elibrary.ru/item.asp?id=44282467 (Журнал входит в Перечень изданий, рекомендуемых Комитетом по контролю в сфере образования и науки Министерства образования и науки Республики Казахстан для публикации результатов научной деятельности)                  |
| Джайнакбаев Нурлан Темирбекович / Jainakbayev Nurlan Temirbekovich Индекс-h: 1 (Scopus) 2 (РИНЦ) | 18. Ата-анасының қамқорлығынсыз қалған балалардың физикалық дамуы. // Медицина (Алматы). — 2020. № 5-6 (215—216). С. 2-6. | https://elibrary.ru/item.asp?id=45420656 |
| Джайнакбаев Нурлан Темирбекович / Jainakbayev Nurlan Temirbekovich Индекс-h: 1 (Scopus) 2 (РИНЦ) | 19. Alzhanuly B., Mukhatayev Z.Y., Botbayev D.M., Ashirbekov Y., Katkenov N.D., Dzhaynakbaev N.T., Sharipov K.O. // Modulation of insulin gene expression with crispr/car 9 — based transcription factors // Open Access Macedonian Journal of Medical Sciences. // 2021. — Vol.9, Issue A, — Pages 876—881. | Журнал входит в базу Scopus https://www.scopus.com/record |
| Джайнакбаев Нурлан Темирбекович / Jainakbayev Nurlan Temirbekovich Индекс-h: 1 (Scopus) 2 (РИНЦ) | 20. Анализ уровня удовлетворённости сотрудников организацией работы отделений лучевой диагностики г. Алматы. // Вестник Казахского национального медицинского университета. 2021. — № 2. — С.349-355. | https://elibrary.ru/item.asp?id=46206768 |
| Джайнакбаев Нурлан Темирбекович / Jainakbayev Nurlan Temirbekovich Индекс-h: 1 (Scopus) 2 (РИНЦ) | 21. К вопросу определения уровня агрессии у лиц подросткового возраста как фактора суицидоопасного поведения Вестник Казахского национального медицинского университета. 2021. — № 2. — С.122-126. | https://elibrary.ru/item.asp?id=46206725 |
| Джайнакбаев Нурлан Темирбекович / Jainakbayev Nurlan Temirbekovich Индекс-h: 1 (Scopus) 2 (РИНЦ) | 22. Bioinformatics Analysis of the Interaction of miRNAs and piRNAs with Human mRNA Genes Having di- and Trinucleotide Repeats. // Genes. — May 2022. — V.13, Issue 5. | Журнал входит в базу Scopus https://www.scopus.com/ |

## Патенты
|                     | Название ОД | Номер ОД  | Авторы | Дата         |
| 1                   | Мобильный медицинский лечебно — диагностический комплекс                                                         | 24636     | Назарбаева Дарига Нурсултановна (KZ); Джайнакбаев Нурлан Темирбекович | 15.09.2011   |
| 2                   | Способ диагностики метаболического синдрома у больных сахарным диабетом 2 типа                                   | 28417     | Ким Зинаида Григорьевна (KZ); Маншарипова Алма Тулеуовна (KZ); Джайнакбаев Нурлан Темирбекович (KZ); Ахмад Насир; Ешманова Айнура Кайыркеновна (KZ)                                                                                 | 15.05.2014   |
| 3                   | Мобильный гемодиализный комплекс                                                                                 | 27717     | Джайнакбаев Нурлан Темирбекович (KZ); Назарбаева Дарига Нурсултановна (KZ) | 30.12.2016   |
| 4                   | Система водоподготовки для мобильного гемодиализного комплекса                                                   | 27726     | Джайнакбаев Нурлан Темирбекович (KZ); Назарбаева Дарига Нурсултановна (KZ) | 30.12.2016   |
| 5                   | Способ первичной пластики дефекта передней стенки верхнечелюстной пазухи                                         | 28826     | Ситников Валерий Петрович; Эль-Рефай Хусам Халед; Каримов Айдос Мустафаевич; Абдуалиев Газиз Тлеукулович; Джайнакбаев Нурлан Темирбекович (KZ); Паручикова Злата Евгеньевна (KZ)                                                    | 15.08.2014   |
| 6                   | Мобильный медицинский лечебный комплекс экстракорпорального гемодиализа                                          | 29244     | Джайнакбаев Нурлан Темирбекович (KZ); Назарбаева Дарига Нурсултановна (KZ) | 15.12.2014   |
| 7                   | Способ реконструктивной мастоидопластики после санирующих операций на ухе                                        | 30748     | Жданова Лилия Георгиевна (BY); Ситников Валерий Петрович (KZ); Эль-Рефай Хусам Халед (KZ); Абдуалиев Газиз Тлеукулович (KZ); Каримов Айдос Мустафаевич (KZ); Паручикова Злата Евгеньевна (KZ); Джайнакбаев Нурлан Темирбекович (KZ) | 25.12.2015   |
| 8                   | Мобильный медицинский лечебно диагностический комплекс для скрининговых исследований сердечно сосудистой системы | 2656      | Джайнакбаев Нурлан Темирбекович (KZ); Маншарипова Алмагуль Тулеуовна (KZ); Ким Зинаида Григорьевна (KZ) | 12.03.2018   |
| 9                   | Мобильный фельдшерско-акушерский пункт с центром сортировки пострадавших и центром вакцинации                    | 6798      | Джайнакбаев Нурлан Темирбекович | 10.01.2022   |
| 10                  | Мобильный фельдшерско-акушерский пункт                                                                           | 6941      | Джайнакбаев Нурлан Темирбекович | 11.03.2022   |
|                     | Передвижной медицинский комплекс для проведения процедур гемодиализа и альбуминового диализа                     | 6871      | Джайнакбаев Нурлан Темирбекович | 18.02.2022   |
| Евразийский патент. | |           | |              |
| 11                  | Мобильный медицинский лечебно-диагностический комплекс.                                                          | № 026426  | Назарбаева Д. Н., Джайнакбаев Н. Т. | 28.04. 2017г |
| 12                  | Обильный гемодиализный комплекс и система водоподготовки для мобильного гемодиализного комплекса                 | 201400615 | Назарбаева Д. Н., Джайнакбаев Н. Т. | 27.02. 2015  |

Перечень авторских свидетельств
| 1  | Социально ориентированная модель первичной медико-санитарной помощи в системе здравоохранения РК                                                           | 875   | Джайнакбаев Н.Т Маншарипова А. Т. Сейдалин Н. К. Загулова Д Ким З. Г. Ахмад Н.                                                                           | 28.06.2013 |
| 2  | Метод оценки качества жизни связанного со здоровьем | 1832  | Джайнакбаев Н.Т Маншарипова А. Т. | 07.10.2014 |
| 3  | Взаимосвязь между показателями сердечно-сосудистой системы и показателями функционального резерва организма при скрининге детей от 8 до 16 лет             | 9736  | Джайнакбаев Нурлан Темирбекович; Тулеуова Айгерим Куанышевна; Маншарипова Алмагуль Тулеуовна; Садыкова Шолпан Сауатбековна; Вдовцев Александр Викторович | 11.05.2020 |
| 4  | Оценка социально-психологических качеств личности и уровень сформированности профессиональной компетентности медицинских работников среднего звена         | 9752  | Джайнакбаев Нурлан Темирбекович; Орақбай Лязат Жадігерқызы; Сыздықова Әзиза Біржанқызы                                                                   | 12.05.2020 |
| 5  | Анализ связи между показателями психодиагностических шкал эмоциональной сферы и показателями общего функционального состояния нервной системы у подростков | 9753  | Джайнакбаев Нурлан Темирбекович; Ешимбетова Саида Закировна; Жолдыбаева Жанна Сагатовна; Маншарипова Алмагуль Тулеуовна; Вдовцев Александр Викторович    | 12.05.2020 |
| 6  | Алгоритм обследования для диагностики Сovid-19 и методы профилактики                                                                                       | 16017 | Джайнакбаев Нурлан Темирбекович; Кашикова Хадиша Шагатаевна; Маншарипова Алмагуль Тулеуовна; Оспанбекова Наиля Қуанышбайқызы                             | 18.03.2021 |
| 7  | Аудитория памяти посвящённая международной научно-практической конференции «роль медиков в Великой Отечественной войне»                                    | 16385 | Джайнакбаев Нурлан Темирбекович | 06.04.2021 |
| 8  | Организация системы оказания экстренной помощи на догоспитальном этапе в мегаполисе                                                                        | 14414 | Джайнакбаев Нурлан Темирбекович; Сейдуманов Манат Турарович; Орақбай Лязат Жадігерқызы; Сабитова Адэля Булатовна; Аумолдаева Зауре Маратовна             | 21.07.2021 |
| 9  | Качество оказания специализированной медицинской помощи при лор патологии                                                                                  | 19415 | Джайнакбаев Нурлан Темирбекович; Ли Александр Петрович; Орақбай Лязат Жадігерқызы                                                                        | 21.07.2021 |
| 10 | Балалардың дене салмағының индексі мәселелері | 19416 | Джайнакбаев Нурлан Темирбекович; Орақбай Лязат Жадігерқызы; Маншарипова Алмагуль Тулеуовна; Вдовцев Александр Викторович; Тұрлы Назерке Бағдатқызы       | 21.07.2021 |
| 11 | Система прокторинга | 27059 | Джайнакбаев Нурлан Темирбекович | 10.06.2022 |
| 12 | Разработка предложений по оказанию помощи населению в условиях чрезвычайных ситуаций                                                                       | 27063 | Джайнакбаев Нурлан Темирбекович; Аумолдаева Зауре Маратовна                                                                                              | 10.06.2022 |